# Лампрофіліт
Лампрофіліт (рос. лампрофиллит; англ. lamprophylite; нім. Lamprophyllit m) — мінерал, силікат натрію, стронцію і титану острівної будови.

## Загальний опис
Хімічна формула: 1. За Є. Лазаренком: Na3Sr2Ti3
[(O, OH, F)2|Si2O7]2. 2. За К.Фреєм: Na2(Sr, Ba)2Ti3(SiO4)4(OH, F)2.
3. За іншими джерелами: Sr{Na3Ti3[Si2O7]2 (О, OH, F)}. У зразках з Хібінських гір містить (%): Na2O — 12,35; SrO — 14,58; TiO2 — 27,48; SiO2 — 30,90; F — 1,82; H2O — 0,60. Домішки: Ва (до 17,2 % ВаО в баритолампрофіліті), Mn, Fe, Ca, Mg, K, Al, Nb і Zr (до 13,6 % ZrO2 в циркофіліті). Сингонія ромбічна. Форми виділення: таблитчасті кристали, витягнуті по осі, розетки видовжених кристалів і зірчастих агрегатів. Спайність досконала. Густина 3,4-3,5. Тв. 2,0-3,5. Колір бронзово-жовтий, коричневий. Блиск скляний. Акцесорний мінерал нефелінових сієнітів та інших лужних порід. Зустрічається разом з егірином, арфведсонітом, ринколітом, польовим шпатом, нефеліном.

## Різновиди
Розрізняють:
- лампрофіліт баріїстий (різновид лампрофіліту з Ловозерських тундр на Кольському п-ові, який містить 17,24 % ВаО);
- лампрофіліт ромбічний (лампрофіліт).
- баритолампрофіліт